# Big Brother (Vlaanderen)
Big Brother is een televisieprogramma dat werd ontwikkeld door John de Mol. In Vlaanderen zijn er van 2000 tot 2007 zes reguliere, één All Stars en twee VIPS-seizoenen uitgezonden van het programma.
Vanaf 2021 keerde het programma terug als een coproductie tussen Vlaanderen en Nederland in handen van SBS Belgium en RTL 5.

## Originele versies

### Overzicht van de seizoenen
| Seizoen | Titel                      | Start seizoen     | Start seizoen                        | Finale           | Finale                               | Thema          | Aantal Bewoners | Aantal dagen | Prijzengeld    | Winnaar              | Presentatie                                 | Zender        | Themalied           | Themalied                         |
| Seizoen | Titel                      | Datum             | Kijkcijfers                          | Datum            | Kijkcijfers                          | Thema          | Aantal Bewoners | Aantal dagen | Prijzengeld    | Winnaar              | Presentatie                                 | Zender        | Titel               | Uitvoerder                        |
| ------- | -------------------------- | ----------------- | ------------------------------------ | ---------------- | ------------------------------------ | -------------- | --------------- | ------------ | -------------- | -------------------- | ------------------------------------------- | ------------- | ------------------- | --------------------------------- |
| 1       | Big Brother                | 3 september 2000  | 711.100                              | 17 december 2000 | 1.584.000                            | Back to Basics | 13              | 105          | Bfr. 5.000.000 | Steven Spillebeen    | Walter Grootaers & Sandy Blanckaert         | Kanaal 2      | Leef                | Mozaïek feat Walter Grootaers     |
| 2       | Big Brother²               | 2 september 2001  | 734.700                              | 16 december 2001 | 1.100.000                            | Harder         | 20              | 104          | Bfr. 5.000.000 | Ellen Dufour         | Walter Grootaers & Gerrit De Cock           | Kanaal 2      | Gedachten zijn vrij | Peter Vanlaet en Walter Grootaers |
| 3       | Big Brother Anders         | 1 september 2002  | 668.000                              | 15 december 2002 | 892.000                              | Luxe           | 14              | 104          | € 33.099       | Kelly Vandevenne     | Walter Grootaers & Gerrit De Cock           | Kanaal 2      | Ontdek jezelf       | Sergio en Walter Grootaers        |
| 4       | Big Brother                | 21 september 2003 | ?                                    | 14 december 2003 | 720.000                              | Twist          | 12              | 85           | € 60.533       | Kristof Van Camp     | Walter Grootaers & Gerrit De Cock           | KANAALTWEE    | I wanna be          | Brahim                            |
| 5       | Big Brother 'Zero Privacy' | 26 februari 2006  | 598.654                              | 29 mei 2006      | 607.237                              | Geheimen       | 15              | 92           | € 100.000      | Kirsten Janssens     | Walter Grootaers & Sandrine Van Handenhoven | KANAALTWEE    | Freefall            | Wouter                            |
| 6       | Big Brother 'Zero Privacy' | 8 maart 2007      | 293.000                              | 4 juni 2007      | 285.000                              | Zero privacy   | 22              | 92           | € 81.000       | Diana Ferrante       | Walter Grootaers & Kelly Pfaff              | KANAALTWEE    | Larger than life    | Regi & Wout feat Kelly Pfaff      |
| 7       | Big Brother                | 4 januari 2021    | 515.879 1.333.000                    | 8 april 2021     | 401.062 488.000                      | -              | 19              | 100          | € 70.405,50    | Jill Goede           | Peter Van de Veire & Geraldine Kemper       | Play4 & RTL 5 | Big Brother         | Davina Michelle & Woodie Smalls   |
| 8       | Big Brother                | 3 januari 2022    | 376.510 586.000                      | 26 maart 2022    | 208.449 295.000                      | -              | 16              | 86           | € 69.815       | Salar Abbasi Abraasi | Peter Van de Veire & Geraldine Kemper       | Play4 & RTL 5 | -                   | -                                 |
| 9       | Big Brother                | 9 januari 2023    | 356.000                              | 01 april 2023    | 368.000                              | -              | 16              | 86           | € 73.388       | Bart Vandenbroek     | Tatyana Beloy & Geraldine Kemper            | Play4 & RTL 5 | -                   | -                                 |
| 10      | Big Brother                | 15 januari 2024   | 667.000                              | 13 april 2024    | 471.000                              | -              | 18              | 92           | € 56.266       | Glenn van Himst      | Tatyana Beloy & Geraldine Kemper            | Play4 & RTL 5 | -                   | -                                 |
| 11      | Big Brother                | 6 januari 2025    | Vlag van België · Vlag van Nederland | 4 april 2025     | Vlag van België · Vlag van Nederland | -              | 18              | 92           | € 55.500       | Jordy                |                                             | Play4 & RTL 5 |                     |                                   |

Notities
1. ↑  Het oorspronkelijke winnaarsbudget bedroeg € 25.000. Winnaar Kelly had ook nog zijn persoonlijk budget
2. ↑  Het oorspronkelijke winnaarsbudget bedroeg € 50.000. Winnaar Kristof had ook nog zijn persoonlijk budget
3. ↑  Het oorspronkelijke winnaarsbudget bedroeg € 500.000. Bij elke leugen, geregistreerd door de leugendetector, ging er € 1.000 af

### Presentatie
| Coaches                  | S1 | S2 | S3 | S4 | S5 | S6 | S7 | S8 | S9 | S10 | S11 |
| ------------------------ | -- | -- | -- | -- | -- | -- | -- | -- | -- | --- | --- |
| Sandy Blanckaert         |    |    |    |    |    |    |    |    |    |     |     |
| Walter Grootaers         |    |    |    |    |    |    |    |    |    |     |     |
| Gerrit De Cock           |    |    |    |    |    |    |    |    |    |     |     |
| Sandrine Van Handenhoven |    |    |    |    |    |    |    |    |    |     |     |
| Kelly Pfaff              |    |    |    |    |    |    |    |    |    |     |     |
| Peter Van de Veire       |    |    |    |    |    |    |    |    |    |     |     |
| Geraldine Kemper         |    |    |    |    |    |    |    |    |    |     |     |
| Tatyana Beloy            |    |    |    |    |    |    |    |    |    |     |     |

### Big Brother 1(2000)
Het Vlaamse Big Brotherhuis werd gebouwd naast de VTM-gebouwen. Er waren problemen rond de bouwvergunning. Het huis bestond uit een samenstelling van containers. Het programma zou eerst uitgezonden worden op VTM, maar omdat het programma zich eerder richtte op jongeren, werd beslist om het uit te zenden op Kanaal 2. Er waren 7500 inschrijvingen. De leefstijl in het huis was back-to-basics.
Hoogtepunten:
- De kick-off: de voorstelling van het huis en zijn 10 bewoners.
- De entree van twee nieuwe bewoners, Edith en Murielle, die niet geaccepteerd werden door de originele bewoners.
- Betty liep al na enkele dagen in monokini in het huis alsof ze nooit anders gewend was.
- Studio Spillonimo: een creatie van Steven en Jeroen. Doordat Stevens wax uit zijn koffer was gehaald bij zijn intrede in het huis, lanceerde het tweetal een oproep naar de buitenwereld om Steven wax te bezorgen. Steven en Jeroen deden een oproep voor de spiegel in de badkamer in de hoop dat een surfer op de livecams een pot wax voor Steven zijn haar over de omheining zou werpen. Er kwam heel veel reactie op: kijkers kwamen wax over de omheining gooien en er vloog zelfs een helikopter over het Big Brotherhuis die wax dropte. Steven en Jeroen maakten nog nieuwe versies van hun Studio Spillonimo. Het werd zelfs een aantal dagen een epiloog aan het programma.
- Bart en Katrijn kregen een relatie in het huis en kropen onder de lakens.
- Steven kroop op het dak wanneer Big Brother hem vroegtijdig vraagt zijn nominaties vrij te geven. Hij keerde even later terug.
- De bewoners kregen een huisdier, de labrador Brotherke.
- Big Benefiet: een weekopdracht waar de bewoners geld moesten inzamelen voor VZW Hachiko voor blindegeleidenhonden. De bewoners ondernamen tal van acties en organiseerden zelfs een heuse Big Brother-stock in de weide naast het Big Brotherhuis. Talloze artiesten kwamen optreden. De 8 resterende bewoners haalden in totaal Bfr. 8.100.000 op.
- Om te verhinderen dat de bewoners het publiek op de weide zouden horen tijdens de live-uitzendingen, had de productie sloten op de deuren naar de tuin laten plaatsen. Steven schroefde de scharnieren van de deur los. Hij kreeg meteen een straf van Big Brother: onmiddellijk vertrekken of een marathon lopen op een loopband in 8 uur. Steven koos voor het laatste.
- Bart en Jeroen creëerden Los Papagueros om de kijker te overtuigen Isabelle in het huis te houden. Nadien brachten ze nog een ode aan Betty en aan alle vrouwen.
- Guinness Book of Records: de bewoners haalden zes records. Ze maakten onder andere de grootste brandende afbeelding van 329.700 lucifers op 19 november 2000.
- Bartie en Frankie: twee typetjes die Bart en Frank creëerden om onschuldige schurkenstreken uit te halen. Ze organiseerden ook een tekenwedstrijd waar heel veel respons op kwam.
- De 7 laatste bewoners namen samen met presentator Walter Grootaers de Kerstsingle Brief voor Kerstmis op. De single stond drie weken lang op nummer 1 in de Ultratop.

Impact:
De Vlaamse Big Brother-reeks had concurrentie van andere realitysoaps zoals De Bus en Expeditie Robinson, maar werd de kijkcijferhit van het najaar 2000. Het had hoge kijkcijfers en de website van Big Brother was vaak overbelast.
De winnaar van Big Brother, Steven, gebruikte het geld voor zijn modemerk Rebel. Na Big Brother namen Katrijn, Nathalie, Glenn, Isabelle, Bart & Jeroen als Los Papagueros elk een single op. Degene die echter het meeste succes had met haar muziek was Betty. Zij kwam ook op de cover van Playboy, die meteen uitverkocht was. Ook Isabelle en Catherine gingen naakt in het Vlaamse magazine Cover. Bart en Katrijn kregen in 2004 een dochtertje; ze gingen echter in 2007 uit elkaar. Steven en Jeroen maakten van Studio Spillonimo een volwaardig programma op jongerenzender JIM. Ook Frank kreeg er een game-programma. Als opwarmer voor Big Brother Vips werden alle ex-bewoners gefilmd voor de docu-reality Het leven na Big Brother, dat uitgezonden werd op VTM. Jeroen schreef een boek, Cel of hotel: in de klauwen van Big Brother, over zijn ervaringen tijdens en na het programma. Dit leverde een juridische strijd op met Endemol waar men 'not amused' was. Het boek kwam gecensureerd in Vlaanderen in de winkel eind december 2001.
| Bewoner           | Woonplaats           | Beroep (destijds)      | Entree      | Exit                             |
| ----------------- | -------------------- | ---------------------- | ----------- | -------------------------------- |
| Steven Spillebeen | Izegem               | financieel adviseur    | 3 september | 17 december winnaar BF 5.000.000 |
| Bart Van Opstal   | Olen                 | politieagent           | 3 september | 17 december finalist, 2e         |
| Jeroen Denaeghel  | Aalter               | milieuconsulent        | 3 september | 17 december finalist, 3e         |
| Frank Molnar      | Bree                 | media- en pr-manager   | 3 september | 10 december weggestemd           |
| Glenn Verhoeven   | Malle                | diamantslijper         | 3 september | 3 december weggestemd            |
| Cathérine Buseyne | Gent                 | meteoroloog            | 3 september | 26 november weggestemd           |
| Betty Owczarek    | Ingelmunster         | kapster                | 3 september | 19 november weggestemd           |
| Isabelle Bleuzé   | Heusden              | serveerster            | 29 oktober  | 12 november weggestemd           |
| Nathalie Chabas   | Ekeren               | bediende boekhouding   | 3 september | 31 oktober vrijwillig            |
| Katrijn Verlinden | Kessel               | modemanagement         | 3 september | 22 oktober weggestemd            |
| Edith Marin       | Temse                | fotomodel              | 5 september | 8 oktober weggestemd             |
| Marijke Peeters   | Houthalen-Helchteren | gehandicaptenverzorger | 3 september | 18 september weggestemd          |
| Murielle Dragon   | Wemmel               | personeelsmanager      | 5 september | 7 september weggestemd           |

### Big Brother 2(2001)
De tweede Vlaamse Big Brother-serie was harder dan de vorige. Het budget werd teruggeschroefd van Bfr. 150 naar Bfr. 100. Luxeproducten zoals shampoo, alcohol en sigaretten werden 75% duurder. Met de 'floche' (trekkwast) kon een bewoner zijn nominatie ongedaan maken, maar verspeelde dan wel het weekbudget voor de anderen. De bewoners konden ook nog enkel 50 of 100% inzetten voor het weekbudget. Ten slotte werd er ook een isoleercel gemaakt voor opstandige bewoners van amper 4 m². Op de betaalzender CanalPlus waren de bewoners 24 uur per dag te volgen. Via de officiële site kon tegen betaling ook live meegekeken worden. Kijkers konden zich ook inschrijven voor een sms-dienst waar ze berichten zouden krijgen wanneer er belangrijk nieuws was uit het Big Brotherhuis. Ook werden er Big Brother-cafés opgezet in alle Vlaamse provincies. Er waren meer dan 13.000 inschrijvingen.
Hoogtepunten:
- De kickoff: 11 mannen en 1 vrouw, Patricia, betraden het Huis. Patricia moest de volgende dag drie mannen nomineren. De kijker kon op dag 1 een man het huis uit stemmen. In die plaats kwam er een nieuwe vrouw, Irena. Ook zij moest opnieuw drie mannen nomineren voor vertrek. Dit ging een week lang door tot er zes mannen en zes vrouwen waren (Irena kwam in de plaats van Tuur, Liesel kwam in de plaats van Bachir, Sabine kwam in de plaats van Geert, Ellen kwam in de plaats van Tom en Dominique in de plaats van Miguel). Zo waren er op het einde van de eerste week evenveel mannen als vrouwen.
- Dominique was de laatste vrouw die in het Huis kwam de eerste week. Ze wou absoluut dat er een vrouw zou winnen en zei dat ze nooit een vrouw zou nomineren. Ze nomineerde meteen de drie sterkste mannen van het huis: Detlev, Dirk en Peter. Ze nomineerde gedurende haar hele verblijf geen enkele vrouw.
- De vlucht van Eric & Liesel: Eric had te veel honger en Liesel snakte naar haar vrijheid. Samen besloten ze te vertrekken. De deur was te makkelijk, dus sprongen ze op het dak en verlieten zo het huis.
- Het ijsblokjesfeest: na drie weken amper eten kregen de bewoners alcohol voor een feestje. Dat feestje begon met het, al kussend, ijsblokjes aan elkaar doorgeven en eindigde in een orgie. Een naakte Detlev en een bijna naakte Irena zonderden zich af in de watertank. Detlevs intieme delen werden gecensureerd door de makers. Het was de eerste keer dat dit nodig was in het programma. Peter en Sabine zonderden zich af in de ene slaapkamer en Dirk en Dominique in de andere. Er rees overal kritiek in Vlaanderen en de sympathie voor Ellen, die zich afzijdig hield op het feestje, steeg. De volgende dag was de ontnuchtering in het huis groot. Dirk stapte vrijwillig op uit schaamte voor zijn acties.
- De bewoners kregen twee huisdieren. Ze noemden de katten George en Pluche.
- Musti die het bier stiekem leeggooide in de tuin omdat hij vond dat zijn medebewoners te veel dronken, tot woede van de anderen.
- De tennisballen: de bewoners kregen geregeld tennisballen in de tuin die van over de omheining gegooid werden. In de tennisballen zaten boodschappen van de buitenwereld. Dominique klikte bij Big Brother. Alle tennisballen moesten afgegeven worden en er werd een net over de tuin gespannen.
- Thierry en Aurore riepen de kijkers op om tekeningen en kaartjes te sturen voor Ellens verjaardag. Volle postzakken werden afgeleverd aan het huis met wensen voor de jarige Ellen. Maar er stonden ook negatieve boodschappen in over andere bewoners. Lincy besloot hierdoor het huis te verlaten.
- De weekopdracht Big Brother 2 Kids: de bewoners moesten geld inzamelen voor VZW Toekan, een organisatie die zich inzet voor kansarme kinderen, in de week van Sinterklaas. De bewoners organiseerden talloze acties en haalden Bfr. 7.354.612 op.
- Tijdens de finaleweek kregen de vier finalisten de Playboy met daarin ex-bewoonster Irena als playmate in preview te zien.

Impact:
Het programma bleef wekelijks hoog scoren in de top 10 van de kijkcijfers. Het waren vooral de compilatie-uitzendingen op zaterdag die opvallend zwakker scoorden. Ook op zondagavond trok de liveshow gemiddeld 200.000 kijkers minder dan vorig seizoen. Dat nam echter niet weg dat Big Brother nog steeds hoge toppen scheerde, met een marktaandeel dat regelmatig boven de 40 procent uitsteeg en kijkcijfers die, vooral tijdens de live-uitzendingen op zondag, over het miljoen gingen.
Winnares werd publiekslieveling Ellen. Na Big Brother bouwde ze een zangcarrière uit, deed ze verschillende fotoreportages en werd ze presentatrice van Kids Top 20. Zowel Kurt als Dominique maakten een single. Dominique spande echter een rechtszaak aan om te voorkomen dat de single uitgebracht zou worden. Naast Irena in Playboy gingen ook Detlev en Dominique naakt. Hij in een fotospecial van Dennis "Black Magic", Dominique in het magazine Cover. Bewoonster Liesel deed mee aan de pornofilm Big House, van Dennis Black Magic. Detlev en Dirk deden een televisievoorstel, maar dit werd niet opgepikt. Detlev en Irena begonnen een relatie eens ze uit het huis waren. Na enkele jaren gingen ze uit elkaar. Hoewel Dirk en Lincy nooit samen in het Big Brotherhuis zaten, ontmoetten ze elkaar op de Big Brother-feestjes. Ze werden een koppel en zijn nog steeds samen.
| Bewoner              | Woonplaats   | Beroep (destijds)                | Entree      | Exit                             |
| -------------------- | ------------ | -------------------------------- | ----------- | -------------------------------- |
| Ellen Dufour         | Zutendaal    | student winkelbeheer             | 7 september | 16 december winnaar BF 5.000.000 |
| Thierry              | Brugge       | bakker                           | 2 september | 16 december finalist, 2e         |
| Peter                | Tessenderlo  | sportmonitor                     | 2 september | 16 december finalist, 3e         |
| Aurore               | Evere        | student lichamelijke opvoeding   | 7 oktober   | 16 december finalist, 4e         |
| Kurt                 | Oostende     | club animator                    | 2 september | 9 december weggestemd            |
| Dominique            | Brugge       | manager wegrestaurant            | 8 september | 2 december weggestemd            |
| Sabine               | Tervuren     | kapster, administratief bediende | 6 september | 18 november weggestemd           |
| Lincy                | Waregem      | kok                              | 7 oktober   | 11 november vrijwillig           |
| Mustapha ("Musti")   | Merksem      | support-computerengineer         | 7 oktober   | 4 november weggestemd            |
| Detlev Van den Eynde | Westmalle    | modellist landmeterbedrijf       | 2 september | 21 oktober weggestemd            |
| Irena Milano         | Opglabbeek   | verkoop etaleur                  | 4 september | 7 oktober weggestemd             |
| Dirk                 | Sint-Truiden | receptionist sauna               | 2 september | 5 oktober vrijwillig             |
| Patricia             | Tielt-Winge  | postbode                         | 2 september | 23 september weggestemd          |
| Liesel               | Berlaar      | maatschappelijk werk             | 5 september | 14 september ontsnapt            |
| Eric                 | Boom         | farmaceutisch verdeler           | 2 september | 14 september ontsnapt            |
| Miguel               | Rumst        | zaakvoerder supermarkt           | 2 september | 8 september weggestemd           |
| Tom                  | Diepenbeek   | opvoeder jongeren                | 2 september | 7 september weggestemd           |
| Geert ("Quizje")     | Antwerpen    | kantoorhouder wedrennen          | 2 september | 6 september weggestemd           |
| Bachir Boumaaza      | Merksem      | student informatica              | 2 september | 5 september weggestemd           |
| Kurt ("Tuur")        | Langemark    | vishandelaar                     | 2 september | 4 september weggestemd           |

### Big Brother 3 'Anders'(2002)
De programmamakers wilden van het derde seizoen een unieke en echt Vlaamse editie maken. Ze lieten enkele kerneigenschappen van het programma vallen: er was geen isolatie, geen back-to-basics en geen groepsbudget meer. De bewoners baadden in luxe. De vroegere tuin was nu volledig overdekt om communicatie met de buitenwereld te voorkomen. In deze overdekte plaats was een zonnebank, jacuzzi, fitnessapparatuur en een sauna. Elke bewoner kon zijn eigen portemonnee vullen met individuele of groepsopdrachten. Bij het verlaten van het huis kreeg elke bewoner het resterende budget van zijn rekening. Ook werden er buitenopdrachten uitgevoerd, waardoor bewoners het huis verlieten, maar er nog steeds zo min mogelijk contact was met de buitenwereld. Een van de bewoners, Kelly, was ook aangeduid als handlanger van Big Brother, om alle plagerijen van Big Brother uit te voeren naar de andere bewoners. Er was vanaf dit seizoen ook gratis livestreaming op televisiezender KanaalTwee. Op zaterdagavond kregen de bewoners ook bezoek in het kader van opdrachten of feestjes. Er waren 4.500 inschrijvingen.
Hoogtepunten:
- de kickoff: in vier groepjes werden de bewoners gedropt in het land en moesten ze het huis bereiken voor een bepaald tijdstip.
- de isoleercel: nadat bewoner Wino op radio Q-Music te horen was, zette Big Brother hem in de isoleercel. Wino biechtte echter op dat het gesprek voor zijn vertrek was opgenomen.
- de Kanaal-opdracht: zes bewoners waren op voorhand geselecteerd via fysieke proeven. Ze kregen als opdracht het Kanaal in de Noordzee over te zwemmen. Ze moesten de opdracht snel staken doordat Davy en Kelly zeeziek waren, en Heidi en Annick onderkoeld geraakten.
- de andere nominaties: halverwege het spel veranderde het nominatiesysteem. Nu nomineerde de kijker drie mensen en moesten de bewoners live een van hen wegstemmen.
- de handlanger: de opdrachten van Kelly en zijn opdracht om de anderen te doen geloven dat hij niet de handlanger van Big Brother was.
- Bert die gedurende een hele live-uitzending opgesloten zat in de dagboekkamer, omdat hij weigerde verklaringen te geven voor zijn nominaties.
- biseksuele Heidi: Peter had een zwak voor Heidi en schrok zich een bult toen hij hoorde dat zij biseksueel was en ze eigenlijk een oogje had op Annick.
- Naar het einde van het programma ging het brandalarm af, waardoor de bewoners het huis moesten verlaten naar een veilige zone. Ze ontdekten er het Big Brother-Magazine met daarin de informatie dat Kelly een handlanger is van Big Brother. De opdrachten van Kelly werden nu gestaakt. Hij kreeg nu zijn laatste opdracht van Big Brother: zijn bewoners overtuigen dat hij toch geen handlanger was. Omdat Kelly daarin slaagde, werd hij een normale bewoner en mocht hij in het huis blijven.

Impact:
De handlanger van Big Brother, Kelly, werd de uiteindelijke winnaar. Ondanks de dalende kijkcijfers waren de programmamakers tevreden over dit seizoen. Kelly gebruikte zijn prijzengeld voor een restaurant. Ester en Jolie gingen naakt in het blad Cover. Heidi deed enkele fotoshoots. Annick en Hanz deden verder met hun muziekprojecten. Communicatiewetenschapper Ester Blockx gaf samen met de hoogleraar bij wie zij afgestudeerd was voor zij het Huis inging een inzicht wat deelname met een mens doet tijdens een gastcollege.
| Bewoner         | Woonplaats         | Beroep (destijds)          | Entree      | Exit                         |
| --------------- | ------------------ | -------------------------- | ----------- | ---------------------------- |
| Kelly           | Sint-Truiden       | kok                        | 1 september | 15 december winnaar € 33.099 |
| Filip           | Sint-Niklaas       | horeca uitbater            | 1 september | 15 december finalist, 2e     |
| Anick Berghmans | Lommel             | sportinstructeur           | 1 september | 15 december finalist, 3e     |
| Peter           | Sint-Lenaarts      | onbekend                   | 1 september | 15 december finalist, 4e     |
| Heidi           | Brugge             | dienster                   | 1 september | 9 december weggestemd        |
| Davy            | Brugge             | informaticus               | 1 september | 2 december weggestemd        |
| Bianca          | Tongeren           | medewerker dancing         | 1 september | 25 november weggestemd       |
| Hanz Brandt     | Turnhout           | diskjockey                 | 1 september | 11 november weggestemd       |
| Sabrina         | Diest              | dienster                   | 1 september | 28 oktober weggestemd        |
| Ester           | Leuven             | communicatie-wetenschapper | 1 september | 14 oktober weggestemd        |
| Wino            | Winksele           | café-eigenaar              | 1 september | 30 september weggestemd      |
| Jolie           | Neerlinter / Zaïre | fotomodel                  | 1 september | 27 september verwijderd      |
| Siska           | Blankenberge       | studente                   | 1 september | 16 september weggestemd      |

### Big Brother 4(2003)
Deze serie begon meteen na de All Stars-versie. Hierdoor duurde hij maar 85 dagen. Het Huis was hetzelfde als bij de All Stars. In de overdekte tuin stond een groot zwembad. Het centrale thema bij deze editie was de "twist". Net zoals in Big Brother Anders kon de kijker bewoners nomineren. De bewoners moesten dan een van hen wegstemmen. Wat de bewoners echter niet wisten, was dat de kijkers hun favorieten nomineerden. De bewoner die afviel, ging naar een geheime locatie. Na zes weken zou Big Brother de waarheid vertellen en moesten de zes overblijvende bewoners plaatsmaken voor de zes werkelijke finalisten.
Hoogtepunten:
- De kickoff: vijftien bewoners werden voorgesteld aan de kijker, maar slechts twaalf van hen zouden toegang krijgen. De kijker kon tijdens de finale van de All Stars stemmen voor twaalf toegangspassen.
- De "twist": de zes gekozen favorieten werden Kristof, John, Mathousca, Peggy, Vanessa en Douglas. Zij zaten enkele weken dus niet in het Big Brotherhuis, maar opeenvolgend in een circus, boerderij, een vissersdorp en een cowboydorp.
- De exit van Gioia en Katja. Toen Hannes Katja beledigde met haar transseksualiteit, sloegen bij haar de stoppen door en verliet ze dezelfde avond nog vrijwillig het Huis met de bewoonster Gioia die haar steunde. Zij werden stelselmatig gepest door Hannes en Kevin, zodat de productie Katja zelfs aanvullende medicatie gaf om te proberen haar stemmingen te stabiliseren.
- De verliezer: toen de 'twist' eraan kwam, bleken er nog maar twee bewoners over in het Huis, want Sadia, Tom, Gioia, Katja en Hannes waren inmiddels allen vrijwillig opgestapt. De kijker kon nog een van hen de finale in stemmen. Dit werd Douglas. Voor Kevin was het avontuur voorbij.

Impact:
Café-eigenaar Kristof werd uiteindelijk de winnaar. Hij was achteraf verbaasd "dat een dikke homoseksuele man Big Brother kan winnen." Hij gaf een deel van zijn geld aan een weeshuis in Senegal. Ondanks de dalende kijkcijfers had het programma nog steeds een 43% marktaandeel bij de doelgroep 15-34 jaar.
| Bewoner          | Woonplaats           | Beroep (destijds)     | Entree       | Exit                                |
| ---------------- | -------------------- | --------------------- | ------------ | ----------------------------------- |
| Kristof ("Dike") | Leuven               | eigenaar café         | 21 september | 14 december winnaar € 50.000        |
| John             | Overpelt             | student               | 21 september | 14 december finalist, 2e            |
| Vanessa          | Wilrijk              | bejaardenverzorgster  | 21 september | 14 december finalist, 3e            |
| Mathousca        | Aalst                | dienster              | 21 september | 7 december weggestemd               |
| Douglas          | Kapellen             | glazenwasser          | 21 september | 30 november weggestemd              |
| Peggy            | Sint-Amandsberg      | studente              | 21 september | 16 november weggestemd              |
| Kevin            | Boom                 | werkzoekende          | 21 september | 2 november weggestemd               |
| Hannes           | Knokke               | kunstenaar            | 21 september | 30 oktober vrijwillig               |
| Gioia            | Houthalen-Helchteren | werkzoekende          | 21 september | 13 oktober vrijwillig               |
| Katja            | Winksele             | zangeres              | 21 september | 13 oktober vrijwillig               |
| Tom              | Antwerpen            | Teamleader Operations | 21 september | 7 oktober vrijwillig                |
| Sadia            | Genk                 | werkzoekende          | 21 september | 29 september vrijwillig             |
| David            | Mechelen             | student               | 21 september | 21 september afgevallen vóór entree |
| Latifa           | ?                    | ?                     | 21 september | 21 september afgevallen vóór entree |
| Sandy            | ?                    | ?                     | 21 september | 21 september afgevallen vóór entree |

### Big Brother 5 'Zero Privacy'(2006)
Door verschuivingen bij de programmadirecteurs keerde het programma pas enkele jaren later terug. Het oorspronkelijke huis was ondertussen gesloopt. Er werd een nieuw huis gebouwd na het uitschrijven van een architectenwedstrijd. Het huis kan ook ingezet worden als televisiestudio. In het nieuw gebouwde huis in Vilvoorde waren alle muren van glas, zelfs die van de douches. Met de slogan Zero Privacy keerde ook dit seizoen terug naar een wat extremere versie van het oorspronkelijke format, zonder enige onderlinge afzondering door de glazen muren. De bewoners waren ook dag en nacht op internet via livestreaming video te volgen. Centraal in dit seizoen waren geheimen: de Loft werd geheim gehouden de eerste week - net als zijn eerste bewoners, veel bewoners hadden een persoonlijk geheim en bewoners kregen ook geheime opdrachten van Big Brother. Elke week werd er een Big Boss gekozen, die extra privileges kreeg en op de luxueuze bovenverdieping, de 'Loft', mocht verblijven. Men werkte weer met weekopdrachten.
Hoogtepunten:
- De kickoff: Haris, Kirsten en Mike kregen de eerste avond meteen de opdracht een bewoner weg te stemmen. Ze kozen voor de zwangere Kathleen. Zij ging echter naar de geheime Loft.
- De omstreden Javier. Vanwege zijn dubieuze verleden als organisator van een in het water gevallen misterverkiezing waren er protesten tegen zijn deelname. Uiteindelijk werd hij vanwege zijn agressieve gedrag verwijderd uit het huis.
- De zeven maanden zwangere Kathleen die in het huis wilde bevallen, maar uiteindelijk toch eerder werd weggestemd.
- De seropositieve Kenny die de vooroordelen over aids wou wegwerken.
- Het huwelijk: Bart had Nathalie in het Huis ten huwelijk gevraagd. Ondanks haar exit werden de voorbereidingen doorgezet. Een week lang bereidden de medebewoners het huwelijksfeest stiekem voor. Op de huwelijksdag werd Bart ingelicht. Hij mocht samen met zijn getuige Haris het Huis verlaten om te trouwen. Hierna kwam Nathalie mee het Huis in voor het feest en de huwelijksnacht, die plaatsvond in de Loft.
- De mogelijke zwangerschap: Sandra en Kevin hielden lang vol dat ze enkel vrienden waren maar toen Sandra te kennen gaf een zwangerschapstest te willen, moest ze bekennen dat ze zonder voorbehoedsmiddelen geslachtsgemeenschap hadden gehad. Ze bleek niet zwanger, maar ondertussen wist iedereen ervan. Ze mocht bellen met haar vader en vriend die haar adviseerden het huis te verlaten. Haar 13-jarig broertje adviseerde haar echter te blijven wat ze uiteindelijk ook deed.
- Bart, David en Haris smeedden een nominatiecomplot door steeds dezelfde twee bewoners te nomineren. Hierdoor konden ze enkele weken alle andere bewoners een voor een tegenover elkaar nomineren, en zo iemand laten wegstemmen. Toen de enige overblijvende Kirsten was, kwamen zijzelf tegenover haar genomineerd te staan. Hun verbazing was groot toen niet Kirsten werd weggestemd maar Haris.
- De laatste week was er een veilingsweek waarin alle objecten die de bewoners gemaakt hadden voor opdrachten, werden geveild voor het goede doel. De bewoners haalden € 17100 euro.

Impact:
Kirsten werd de winnares van het programma. Ze dook later op in andere programma's. Het programma scoorde wat beter met gemiddeld 350.000 kijkers (reguliere uitzendingen) en 450.000 (liveshows).
| Bewoner            | Woonplaats           | Beroep (destijds)           | Entree      | Exit                     |
| ------------------ | -------------------- | --------------------------- | ----------- | ------------------------ |
| Kirsten ("Kiki")   | Kuringen             | medisch administrateur      | 26 februari | 29 mei winnaar € 100.000 |
| David              | Herent               | café uitbater               | 26 februari | 29 mei finalist, 2e      |
| Kevin              | Blankenberge         | proces-technieker           | 26 februari | 29 mei finalist, 3e      |
| Krallis ("Haris")  | Kermt                | kapper                      | 26 februari | 22 mei weggestemd        |
| Bart               | Leopoldsburg         | metaallasser                | 26 februari | 15 mei weggestemd        |
| Kenny              | Gent                 | restaurantbediende          | 26 februari | 8 mei weggestemd         |
| An ("Anneke")      | Aarschot             | verkoper parfumeriezaak     | 26 februari | 1 mei weggestemd         |
| Audrey             | Sint-Katelijne-Waver | werkloos                    | 26 februari | 24 april weggestemd      |
| Michaël ("Mike")   | Gent                 | werknemer evenementenbureau | 26 februari | 17 april weggestemd      |
| Kathleen           | Berlaar              | werkloos                    | 26 februari | 13 april weggestemd      |
| Sandra ("Sanneke") | Temse                | boekhouder                  | 26 februari | 10 april weggestemd      |
| Joël               | Begijnendijk         | schilder/decorateur         | 6 maart     | 27 maart weggestemd      |
| Evi                | Brussel              | student journalistiek       | 26 februari | 20 maart weggestemd      |
| Nathalie ("Natje") | Landen               | bediende verkoop            | 26 februari | 13 maart weggestemd      |
| Javier             | Brasschaat           | zanger                      | 26 februari | 13 maart verwijderd      |

### Big Brother 6 'Zero Privacy'(2007)
Dit keer namen er in het begin alleen duo's deel. Het concept zero privacy ging deze keer nog verder. Het huis was opnieuw heringericht, maar had de glazen wanden behouden. Deze keer hadden de bewoners ook geen privacy in hun gedachten. Het programma voegde een leugendetector toe - zonder medeweten van de bewoners. Bij aanvang was het prijzengeld 500.000 euro, maar er ging elke keer 1000 euro van het prijzengeld af als een kandidaat in de dagboekkamer een leugen vertelde. De regie gebruikte daartoe een leugendetector. Ook nieuw bijgebouwd was de 'shop', afgesloten met tralies, zodat de bewoners steeds de gewenste artikelen konden zien. De deur ging pas open wanneer een opdracht geslaagd was.
Hoogtepunten:
- De kickoff: op de eerste dag werd van vijf bewoners de kleding afgepakt en vernield door mannen met bivakmutsen, een dag later mochten de kandidaten hun partner gaan ontvoeren. Alle deelnemers waren of vormden een duo met een andere deelnemer. Diana was vooraf niet ingelicht dat ook haar ex-vriend Nicolas zou deelnemen. Ze werden aan elkaar gekoppeld als duo.
- Guinness World Records-wereldrecord: Dimitri trekt 167 T-shirts over elkaar heen op 27 maart 2007.
- Big Exit: wegens teleurstellende kijkcijfers namen de programmamakers actie. Ze deelden de resterende groep op in twee kleinere groepen. De kijker kon stemmen om een van de twee groepen te redden. De andere groep zou echter het huis moeten verlaten. Vijf bewoners moesten tegelijk het huis verlaten en werden direct vervangen door zes nieuwe bewoners. Het was het einde van het duo-concept, want niemand van de nieuwe bewoners vormde een duo met iemand anders.
- Acteurs: twee van de nieuwe bewoners waren Johan en Nathalie. Zij waren twee acteurs die werkten in opdracht van Big Brother.
- Acteur Johan kreeg van Big Brother de opdracht om uit te zoeken wie hen op noodrantsoen zette. Hij kreeg toestemming om hierbij ook persoonlijke bezittingen van de bewoners kapot te maken. De bewoners pikten dit niet en kwamen in opstand. Ze namen de Loft over en vonden daar de opdrachtbrief van Johan. Ze stelden Big Brother voor het ultimatum: ofwel zou Johan vertrekken, of de andere bewoners. Het was Johan die vertrok.
- Diana kreeg tijdens haar verjaardag bezoek van haar vriend, die achter een glazen wand was. Hij vroeg haar ten huwelijk.
- Leugens: op het einde van het programma waren er in het totaal 419 leugens geregistreerd door de leugendetector.

Impact:
Diana won het zesde seizoen. Ondanks de vele ingrepen van de programmamakers bleven de kijkcijfers laag. De programmamakers meldden dat het programma voor onbeperkte tijd van televisie zou verdwijnen.
| Bewoner            | Woonplaats     | Beroep (destijds)             | Relatie in huis               | Entree   | Exit                         |
| ------------------ | -------------- | ----------------------------- | ----------------------------- | -------- | ---------------------------- |
| Diana              | Zutendaal      | bediende                      | ex van Nicolas                | 5 maart  | 4 juni winnaar € 81.000      |
| Martin             | Gent           | café-uitbater                 | compagnon van Benjamin        | 5 maart  | 4 juni finalist, 2e          |
| Hanne              | Westerlo       | bejaardenverzorgster          | zus van Evelien               | 6 maart  | 4 juni finalist, 3e          |
| Dennis             | Lummen         | metaalarbeider                | geen                          | 2 april  | 4 juni finalist, 4e          |
| Evelien            | Westerlo       | sociaal werker                | zus van Hanne                 | 5 maart  | 28 mei weggestemd            |
| Veronique          | Lanaken        | studie communicatiemanagement | geen                          | 2 april  | 21 mei weggestemd / € 10.000 |
| Nathalie           | Sint-Niklaas   | actrice                       | saboteur met Johan            | 2 april  | 14 mei einde opdracht        |
| Johan              | Antwerpen      | acteur                        | saboteur met Nathalie         | 2 april  | 8 mei ontmaskerd             |
| Hendrik            | Antwerpen      | werkzoekend                   | geen                          | 2 april  | 7 mei weggestemd             |
| Nicolas            | Hoegaarden     | marketing consulent           | ex van Diana                  | 7 maart  | 30 april weggestemd          |
| Teresa             | Maasmechelen   | studie personenzorg           | geen                          | 2 april  | 23 april weggestemd          |
| Virginie           | Deurne         | nagelstyliste                 | vrouw van Kevin               | 5 maart  | 16 april weggestemd          |
| Astrid             | Ekeren         | studie hotelschool            | door BB gekoppeld aan Mutz    | 7 maart  | 2 april weggestemd           |
| Benjamin           | Oostakker      | café-uitbater                 | compagnon van Martin          | 6 maart  | 2 april weggestemd           |
| Dimitri            | Zelzate        | metaalarbeider                | adoptiezoon van Mario         | 6 maart  | 2 april weggestemd           |
| Mario              | Zelzate        | metaalarbeider                | adoptievader van Dimitri      | 5 maart  | 2 april weggestemd           |
| Naiomi             | De Klinge      | werkzoekend                   | door BB gekoppeld aan Roberto | 15 maart | 2 april weggestemd           |
| Roberto            | Beringen       | werkzoekend                   | door BB gekoppeld aan Naiomi  | 15 maart | 29 maart weggestemd          |
| Kevin ("Mutz")     | Dilsen-Stokkem | studie TSO handel             | door BB gekoppeld aan Astrid  | 5 maart  | 26 maart weggestemd          |
| Kevin              | Deurne         | verzekeringsmakelaar          | man van Virginie              | 6 maart  | 22 maart weggestemd          |
| Virginie ("Ginie") | Zutendaal      | vertegenwoordigster           | nichtje van Nathalie          | 5 maart  | 14 maart vrijwillig          |
| Nathalie           | Zutendaal      | vertegenwoordigster, propster | nichtje van Ginie             | 6 maart  | 14 maart vrijwillig          |

### Big Brother 7(2021)
15 jaar nadat de stekker er vanwege dalende kijkcijfers uit was getrokken, verscheen er in 2021 een nieuw Nederlandstalig seizoen van televisieprogramma Big Brother op televisie. Het seizoen was een coproductie tussen het Nederlandse RTL en SBS Belgium, dat in België uitgezonden werd door Play4 en in Nederland door RTL 5. De presentatie lag in handen van Geraldine Kemper en Peter Van de Veire. Naast de uitzendingen op televisie was er 24 uur per dag een livestream te bekijken. Het huis stond deze keer in Duivendrecht, op een parkeerplaats naast het hoofdkantoor van producent Endemol pal naast de Johan Cruijff ArenA. Op oudjaarsavond betraden de eerste acht bewoners het huis: vier Nederlanders en vier Vlamingen. In de weken daarop zouden druppelsgewijs nog elf andere bewoners worden toegevoegd. Gaandeweg het seizoen werden er steeds bewoners naar huis gestuurd, tot er op 8 april drie finalisten over waren in het huis. Het programma werd uiteindelijk gewonnen door de Nederlandse Jill Goede. Zij ging naar huis met de hoofdprijs van € 70.405,50.
Hoewel de programmadirecties van RTL en SBS-Belgium hoge verwachtingen hadden van het nieuwe seizoen, twijfelden nieuwsmedia over de vraag of de kijker nog wel op Big Brother zat te wachten. Dit werd bevestigd door de kijkcijfers: De eerste aflevering trok in Nederland en Vlaanderen respectievelijk nog 1,1 miljoen en een half miljoen mensen. Dit zakte na enkele dagen in naar zo'n 350.000 in Nederland en zo'n 250.000 in Vlaanderen. Tv-recensent Angela de Jong en voormalig Big Brother-producent Hummie van der Tonnekreek vonden het programma te veel geregisseerd rondom spelletjes en opdrachten, waardoor de kijkers minder de kans kregen om zich aan de deelnemers te hechten. Toch bleven er nog genoeg kijkers over om commotie te veroorzaken. Door een stortvloed aan haatberichten gingen de socialemediakanalen van het programma tijdelijk offline in het weekend van 13 februari, en tijdens de finale op 8 april raakten de stemwebsites in België en Nederland overbelast. De winnaar werd daarom door een gerechtsdeurwaarder bepaald op basis van de laatste tussenstand. De finale werd in Vlaanderen en Nederland uiteindelijk door respectievelijk 401.000 en 488.000 mensen bekeken.
Gebeurtenissen in het huis:
- Big Exit: wegens de negatieve sfeer in het huis stelde Big Brother op 30 januari de bewoners voor de keuze: blijven en constructief meewerken of vertrekken. Daarop beslisten Jowi, Nathalie en Daniëlle om het huis vrijwillig te verlaten. Zij werden vervangen door drie nieuwe bewoners: Matt, Mike en Jerrel.
- Matt, Thomas en Nick vierden hun verjaardag in het huis. Naomi moest enkele dagen voor haar verjaardag het huis verlaten.
- Op dag 75 koos Matt om met € 15.000 uit de groepspot vrijwillig het huis te verlaten.
- In de finaleweek kwamen ex-bewoners Patrick, Thomas, Naomi en Matt op bezoek in het huis.

| Bewoner                            | Woonplaats | Beroep (destijds)                  | Entree           | Exit                           |
| ---------------------------------- | ---------- | ---------------------------------- | ---------------- | ------------------------------ |
| Jill Goede                         | Landsmeer  | stewardess in opleiding            | 8 januari 2021   | 8 april winnaar € 70.405,50    |
| Nick Kraft                         | Herentals  | chauffeur                          | 4 januari 2021   | 8 april finalist, 2e           |
| Liese Luwel                        | Halen      | thuisverpleegkundige               | 31 december 2020 | 8 april finalist, 3e           |
| Michel Hennipman                   | Maarssen   | persoonsbeveiliger                 | 19 januari 2021  | 6 april weggestemd             |
| Julie Vanderzijl                   | Affligem   | eigenares kinderdagverblijven      | 19 januari 2021  | 1 april weggestemd             |
| Naomi Timmerman                    | Mechelen   | bioloog                            | 31 december 2020 | 25 maart weggestemd            |
| Matt Herrijgers                    | Zundert    | eventmanager, DJ                   | 4 februari 2021  | 15 maart vrijwillig / € 15.000 |
| Sarah Moponami ("Zoey Hasselbank") | Schaarbeek | DJ                                 | 8 januari 2021   | 11 maart weggestemd            |
| Mike Voets                         | Veghel     | adviseur                           | 5 februari 2021  | 4 maart weggestemd             |
| Thomas Nagels                      | Etterbeek  | commercieel adviseur               | 31 december 2020 | 25 februari weggestemd         |
| Jerrel Baumann                     | Amstelveen | make-up artist                     | 4 februari 2021  | 18 februari weggestemd         |
| Patrick Van Staeyen                | Schoten    | eigenaar fietsen- en kledingwinkel | 19 januari 2021  | 11 februari weggestemd         |
| Daniëlle Dielemans                 | Made       | docent middelbaar onderwijs        | 31 december 2020 | 30 januari vrijwillig          |
| Jowendrick Maduro ("Jowi")         | Den Haag   | student                            | 31 december 2020 | 30 januari vrijwillig          |
| Nathalie Eling                     | Groningen  | bron - en contactonderzoek GGD     | 31 december 2020 | 30 januari vrijwillig          |
| Els Trollmann                      | Dronten    | teamleider rijschool               | 4 januari 2021   | 28 januari weggestemd          |
| René Lubbers                       | Hoorn      | consultant                         | 8 januari 2021   | 21 januari weggestemd          |
| Theo Sijtzema                      | Amsterdam  | eigenaar klusbedrijf               | 31 december 2020 | 14 januari vrijwillig          |
| Zakaria Ouchchen ("Ziko")          | Lokeren    | choreograaf                        | 31 december 2020 | 7 januari weggestemd           |

### Big Brother 8(2022)
Dit seizoen is opnieuw een coproductie tussen het Nederlandse RTL en SBS Belgium en wordt in België uitgezonden door Play4 en in Nederland door RTL 5. Naast de dagelijkse afleveringen op televisie is er ook een livestream die 24 uur per dag te bekijken is, in Nederland via Videoland en in België via GoPlay.be en Telenet TV op kanaal 247 (Vlaanderen) of kanaal 472 (Brussel en Wallonië). 
De presentatie lag in handen van Geraldine Kemper en Peter Van de Veire.
| Bewoner              | Woonplaats       | Beroep (destijds)                      | Entree           | Exit                       |
| -------------------- | ---------------- | -------------------------------------- | ---------------- | -------------------------- |
| Salar Abbasi Abraasi | Assendelft       | zelfstandig ondernemer                 | 3 januari 2022   | 26 maart, winnaar € 69.815 |
| Grace Rodrigues      | Breda            | werkzoekende                           | 31 december 2021 | 26 maart finalist, 2e      |
| Kristof Timmermans   | Stabroek         | leraar aardrijkskunde / schlagerzanger | 2 januari 2022   | 26 maart finalist, 3e      |
| Nouchine Broodhaers  | Gent             | thuisverpleegkundige                   | 31 december 2021 | 23 maart weggestemd        |
| Tobias van Veen      | Den Haag         | sport- en lifestylecoach               | 31 december 2021 | 19 maart weggestemd        |
| Nawel Seghairi       | Eeklo            | beautyspecialist in opleiding          | 3 januari 2022   | 12 maart weggestemd        |
| Julio Neves Dias     | Hoogerheide      | communicatiecoach                      | 16 januari 2022  | 5 maart weggestemd         |
| Hanne Ioculano       | Genk             | cytologisch analist                    | 16 januari 2022  | 26 februari weggestemd     |
| Vera Dijkstra        | Vlissingen       | parfumeriemedewerker                   | 31 december 2021 | 19 februari weggestemd     |
| Leroy de Rouw        | 's-Hertogenbosch | barbier                                | 16 januari 2022  | 19 februari weggestemd     |
| Peter Trippaers      | Hasselt          | schoenenverkoper                       | 31 december 2021 | 12 februari weggestemd     |
| Dimitri Rodaro       | Kampenhout       | commercieel directeur                  | 31 december 2021 | 5 februari weggestemd      |
| Eveline Gerits       | Gennep           | gastvrouw casino                       | 12 januari 2022  | 29 januari weggestemd      |
| Amy van Wingen       | Oostakker        | pr-manager / digitaal marketing        | 12 januari 2022  | 22 januari weggestemd      |
| Kitty Mager          | Aalten           | fulltime vrijwilliger                  | 31 december 2021 | 15 januari weggestemd      |
| Sercan Sevil         | Tessenderlo      | magazijnmedewerker                     | 31 december 2021 | 8 januari weggestemd       |

### Big Brother 9(2023)
Dit seizoen is opnieuw een coproductie tussen het Nederlandse RTL en SBS Belgium en wordt in België uitgezonden door Play4 en in Nederland door RTL 5. Naast de dagelijkse afleveringen op televisie is er ook een livestream die 24 uur per dag te bekijken is, in Nederland via Videoland en in België via GoPlay.be en Telenet TV op kanaal 247 (Vlaanderen) of kanaal 472 (Brussel en Wallonië). 
De presentatie lag in handen van Geraldine Kemper en Tatyana Beloy.
| Bewoner               | Woonplaats  | Beroep (destijds)           | Entree          | Exit                               | €        |
| --------------------- | ----------- | --------------------------- | --------------- | ---------------------------------- | -------- |
| Bart Vandenbroek      | Itegem      | militair                    | 6 januari 2023  | 1 april 2023, Winnaar              | € 73.388 |
| Jason Glas            | Beverwijk   | ex-e-sporter                | 6 januari 2023  | 1 april 2023, Finalist, 2e         |          |
| Jolien Bosch          | Hoeselt     | nagelstylist                | 15 januari 2023 | 1 april 2023, Finalist, 3e         |          |
| Charlotte Denamur     | Middelkerke | internationale nanny        | 6 januari 2023  | 30 maart 2023                      |          |
| Lindsey Rademaker     | Sittard     | verkoopmedewerker & artiest | 6 januari 2023  | 27 maart 2023                      |          |
| Danny Völker          | Vinkeveen   | personal trainer            | 4 maart 2023    | 25 maart 2023                      |          |
| Danny Völker          | Vinkeveen   | personal trainer            | 6 januari 2023  | 4 februari 2023                    |          |
| Ali Burhan            | Lommel      | leraar in opleiding         | 6 januari 2023  | 18 maart 2023                      |          |
| Michelangelo Amendola | Genk        | ondernemer & F3-coureur     | 6 januari 2023  | 11 maart 2023                      |          |
| Ias Nauwelaerts       | Schilde     | zelfstandig glazenwasser    | 21 januari 2023 | 4 maart 2023                       | € 10.000 |
| Chiara Siddu          | Weert       | docent basisonderwijs       | 19 januari 2023 | 1 maart 2023 (privéomstandigheden) |          |
| Rob Groenendijk       | Leiderdorp  | gepensioneerde              | 6 januari 2023  | 25 februari 2023 (vrijwillig)      |          |
| Chayron Herman        | Waddinxveen | vrachtwagenchauffeur        | 6 januari 2023  | 18 februari 2023                   | € 10.000 |
| Jacqueline Leijzer    | Silvolde    | horecaondernemer            | 21 januari 2023 | 11 februari 2023                   | € 5.000  |
| Ilse De Weyer         | Schriek     | medewerker thuiszorg        | 16 januari 2023 | 28 januari 2023                    |          |
| Chelsea Ausma         | Dronten     | medewerker kinderopvang     | 6 januari 2023  | 21 januari 2023                    |          |
| Judy Proost           | Burcht      | beautyspecialist & dj       | 6 januari 2023  | 14 januari 2023                    |          |

### Big Brother 10(2024)
Dit seizoen is opnieuw een coproductie tussen het Nederlandse RTL en SBS Belgium en wordt in België uitgezonden door Play4 en in Nederland door RTL 5. Naast de uitzendingen op televisie is er ook een livestream die 24 uur per dag te bekijken is, in Nederland via Videoland en in België via GoPlay.be en Telenet TV op kanaal 247 (Vlaanderen) of kanaal 472 (Brussel en Wallonië). 
De presentatie is in handen van Geraldine Kemper en Tatyana Beloy.
| Bewoner           | Woonplaats           | Beroep (destijds)          | Entree           | Exit                         | €          |
| ----------------- | -------------------- | -------------------------- | ---------------- | ---------------------------- | ---------- |
| Glenn van Himst   | Stekene              | fabrieksmedewerker         | 27 januari 2024  | 13 april 2024, Winnaar       | € 56.266,- |
| Alice Kappenburg  | Groningen            | ondernemer                 | 12 januari 2024  | 13 april 2024, Finalist, 2e  |            |
| Randy Yonce       | Amsterdam            | wetenschapper              | 12 januari 2024  | 13 april 2024, Finalist, 3e  |            |
| Jimmy Meijvogel   | Amsterdam            | dragqueen                  | 20 januari 2024  | 10 april 2024                |            |
| Ashley de Graaf   | Schagen              | telemarketeer              | 21 januari 2024  | 08 april 2024                |            |
| Ashley de Graaf   | Schagen              | telemarketeer              | 12 januari 2024  | 20 januari 2024              |            |
| Tom Peeters       | Burcht               | havenarbeider              | 12 januari 2024  | 06 april 2024                |            |
| Tyron Bolwerk     | Heerhugowaard        | fabrieksmedewerker & model | 12 januari 2024  | 02 april 2024                | € 15.000,- |
| Karen Baumans     | Aarschot             | eigenaar kapsalon, lerares | 12 januari 2024  | 30 maart 2024                |            |
| Danny Hertveldt   | Roosdaal             | politie-inspecteur         | 12 januari 2024  | 23 maart 2024                |            |
| Dilano de Kleijn  | Eindhoven            | accountmanager             | 12 januari 2024  | 16 maart 2024                |            |
| Ronahi Coksayilir | Zonhoven             | zorgmedewerker             | 12 januari 2024  | 09 maart 2024                |            |
| Sabeau Michel     | Zaandam              | blogger                    | 03 februari 2024 | 02 maart 2024                |            |
| Doriana la Monaca | Houthalen-Helchteren | content creator            | 20 januari 2024  | 24 februari 2024             |            |
| Basiri Sari       | Drongen              | chauffeur zorgtransport    | 12 januari 2024  | 17 februari 2024             |            |
| Nouschka Willems  | Oostende             | sales coach                | 03 februari 2024 | 10 februari 2024             |            |
| Ariana Van Melick | Soest                | personal assistant         | 12 januari 2024  | 03 februari 2024             |            |
| Lenie Gerrits     | Arnhem               | zanger                     | 12 januari 2024  | 27 januari 2024              |            |
| Sonja Libb        | Antwerpen            | student & serveerster      | 12 januari 2024  | 21 januari 2024 (vrijwillig) |            |

### Big Brother 11(2025)
Dit seizoen is opnieuw een coproductie tussen het Nederlandse RTL en SBS Belgium en wordt in België uitgezonden door Play4 en in Nederland door RTL 5. Naast de uitzendingen op televisie zijn er ook livestreams te zien die 24 uur per dag te bekijken zijn, in Nederland via Videoland en in België via GoPlay.be. Daarnaast is het ook mogelijk bij Telenet TV op kanaal 247 (Vlaanderen) of kanaal 472 (Brussel en Wallonië). Dit seizoen begint het Big Brotherhuis minimalistisch, de bewoners kregen de eerste weken weinig eten ter beschikking en om dit te compenseren werden ze voorzien van slob, er zijn geen spiegels waarin ze kunnen kijken, de functionele keuken zit op slot en er zijn geen meubels. De bewoners beginnen met een door Big Brother gekozen outfit, bestaande uit een broek, t-shirt, schoenen, overhemd, badjas, een setje sportkleding en kampeerspullen. De persoonlijke kledingkasten waarin eigen meegenomen kleding en dergelijke spullen worden bewaard, zijn vergrendeld. Op verschillende manieren konden de bewoners een sleutel verdienen voor toegang tot een eigen kledingkast, onder meer door middel van een telefoontje van Big Brother in de telefooncel, afhankelijk van wie de bewoner kiest ofwel zichzelf uitkiest.
De eerste tijd is er in de slaapkamer maar één bed waarin een persoon kan slapen, de rest slaapt op de grond in de gekregen slaapzak met kussen. In de eerste weken is er een luxe suite die bedoeld is voor decisionmakers of voor de rijkste bewoners in het spel en die bestond uit twee tweepersoonsbedden, een bonsaiplantje, een spiegeltje en twee stoelen met een tafeltje. 
De bewoners moeten in verschillende opdrachten strijden om de keuken en meubilair vrij te spelen. Die kunnen ze enkel vrijspelen als de spelopdracht tot een goed einde is gebracht.
De decisionroom is de kamer waarbij de decisionmaker beslissingen moet maken over de groep. Het kan hierin bijvoorbeeld gaan over het kiezen van een weekmenu (drie verschillende samenstellingen van gerechten, de zogenaamde weekly basics, dit bepaalt wat de bewoners te eten hebben gedurende de week). Ook wordt de decisionroom gebruikt om bijvoorbeeld geld, verdiend bij een opdracht, te verdelen onder de bewoners. Later is er een mogelijkheid om een sleutel te kopen om toegang te verkrijgen tot 'de kluis'. Daar zijn gamechangers te koop voor steeds variërende prijzen en ook het aanbod varieert. Voorbeelden van gamechangers zijn: De Wraak, De Terugkaatser, De Redding, De Dubbele stem; deze kunnen alle slechts eenmalig ingezet worden.  
Een gamechanger bepaalt vervolgens de plottwist tijdens de stemmingsronde: 
-De Wraak kan bijvoorbeeld één gamechanger ongedaan maken. 
-De Terugkaatser kaatst stemmen terug naar de desbetreffende bewoner van wie de stem afkomstig is. 
-... 
In de dagboekkamer kunnen bewoners terecht voor bv. de stemming, het inzetten van een gamechanger op iemand, voor een praatje over het spel en andere zaken. Elke week verschijnt de bewoner die het huis verlaat in de dagboekkamer om zijn/haar exit te bespreken, voordat deze naar huis gestuurd wordt. Er kan ook een secret mission worden opgelegd, die bedoeld is als bijkomende opdracht; deze bestonden bijvoorbeeld uit het voorwenden van een andere identiteit (tijdens het betreden van het Big Brotherhuis), aerobics en bewoners die bepaalde handelingen moesten doen.
In de telefooncel geldt: wie er het eerst is en de telefoon opneemt, kan een voordeel, nadeel of dilemma krijgen. Dit kon voor de rest van de groep zijn, maar ook voor diegene die het voorgeschoteld kreeg. 
De panic room werd dikwijls gebruikt voor themaweken, zoals business week, waarin drie teams vogelhuisjes voor de vogelbescherming in elkaar moesten zetten. Ook werd de panic room gebruikt in de week dat bewoners een contract voor 10.000 euro ondertekenden. Tijdens die week konden in de panic room verleidingen staan, zoals een hamburger of een brief van het thuisfront. Ook werd de panic room gebruikt als ziekenboeg voor Axel.
Een van de bewoners kan ook immuniteit verdienen of bescherming tegen een nominatieweek.
De deelnemers spelen dit seizoen regelmatig samen in teams of duo's, waarbij ze later ook als verliezend team genomineerd kunnen worden. Genomineerde bewoners zijn zichtbaar met een rode pin opgespeld; deze pinnen komen uit de vending machine. Aan het einde van de week, als de exit plaatsvindt, verlaat een van de genomineerde bewoners het huis d.m.v. een poll (via de website). Dan wordt de pot overgeërfd en verdeeld onder de overgebleven bewoners.
Het seizoen krijgt drie directeurs: Jane, David De Poot ('Pootje') en David D. Zij dragen een leidinggevende functie van decisionmaker en moeten daarnaast hun werknemers uitkiezen om geld op een fictieve beurs te laten renderen. Ze nemen hiervoor sollicitaties en motivaties af van hun medebewoners om uit te kiezen wie het best in hun bedrijf past. Tot slot spelen zij later gewoon mee in Big Brother zelf als bewoner.
| Bewoner                           | Woonplaats   | Beroep                                  | Aankomstdatum   | Vertrekdatum     | €        |
| --------------------------------- | ------------ | --------------------------------------- | --------------- | ---------------- | -------- |
| Jordy de Maar (27)                | Kampen       | juridisch medewerker                    | 3 januari 2025  | 4 april 2025     | € 55.500 |
| Mattheüs Jonckheere (27)          | Bilzen       | personal trainer en influencer          | 3 januari 2025  | 4 april 2025     | € 0      |
| Sharice ("Nele") Vansteelant (26) | Kortrijk     | psychiatrisch verpleegkundige           | 11 januari 2025 | 4 april 2025     | € 0      |
| Jolien Pede (27)                  | Welden       | bankmedewerker                          | 8 januari 2025  | 3 april 2025     | € 0      |
| Jane Karto (28)                   | Diemen       | figurant en influencer                  | 25 januari 2025 | 28 maart 2025    | € 0      |
| David Depoot (30)                 | Wevelgem     | stukadoor                               | 25 januari 2025 | 21 maart 2025    | € 0      |
| Axel van Wingerden (28)           | Naaldwijk    | vrachtwagenchauffeur                    | 11 januari 2025 | 14 maart 2025    | € 0      |
| Keanu Bruijnen (22)               | Maastricht   | medewerker bowlingcentrum en influencer | 3 januari 2025  | 7 maart 2025     | € 0      |
| Milena Dadabayeva (33)            | Mechelen     | accountmanager                          | 3 januari 2025  | 28 februari 2025 | € 0      |
| Elsa Rudge (53)                   | Rijnsburg    | gevangenisbewaker, ex-militair          | 3 januari 2025  | 21 februari 2025 | € 0      |
| Eva de Graaf (23)                 | Haarlem      | schoonheidsspecialist                   | 27 januari 2025 | 16 februari 2025 | € 0      |
| David Desaedeleer (51)            | Ninove       | aannemer                                | 25 januari 2025 | 14 februari 2025 | € 0      |
| Vikaash ("Remi") Lalbiharie (26)  | Hoofddorp    | havenmedewerker                         | 8 januari 2025  | 14 februari 2025 | € 0      |
| Jeffrey Leijzen (24)              | Belsele      | hiphopmuzikant                          | 3 januari 2025  | 7 februari 2025  | € 0      |
| Niels Mestdagh (38)               | Blankenberge | verhuurder springkastelen               | 3 januari 2025  | 31 januari 2025  | € 0      |
| Lennie Blockmans (26)             | Antwerpen    | model en therapeut                      | 3 januari 2025  | 21 januari 2025  | € 0      |
| Linda van den Akker (46)          | Heesch       | orderpicker                             | 3 januari 2025  | 17 januari 2025  | € 0      |
| Fleur van der Vegt (31)           | Haarlem      | makelaar                                | 3 januari 2025  | 10 januari 2025  | € 0      |

## Overige versies

### Big Brother All Stars(2003)
KanaalTwee; 31 augustus 2003 - 21 september 2003. Als opwarmer voor de vierde reeks van de Vlaamse Big Brother werden de beste en meest besproken kandidaten uit de vorige drie reeksen verzameld voor een best-of. Winnaars Steven, Ellen en Kelly gingen met Bart, Jeroen en Edith uit Big Brother 1, Thierry, Dominique en Kurt uit Big Brother 2 en Filip, Heidi en Sabrina uit Big Brother 'Anders' opnieuw het Huis in voor drie weken. Grote afwezige was Betty uit Big Brother 1. Heidi won en kreeg de titel 'beste bewoner' en een beeld van een zwaard met de namen van de All Stars erin gegraveerd.
| Bewoner           | Woonplaats   | Beroep (destijds)     | Vorige deelname | Entree      | Exit                              |
| ----------------- | ------------ | --------------------- | --------------- | ----------- | --------------------------------- |
| Heidi             | Brugge       | dienster/model        | 5e BB3          | 31 augustus | 21 september winnaar beeld        |
| Kelly             | Sint-Truiden | kok                   | winnaar BB3     | 31 augustus | 21 september finalist, 2e         |
| Ellen Dufour      | Zutendaal    | student winkelbeheer  | winnaar BB2     | 31 augustus | 21 september finalist, 3e         |
| Sabrina           | Diest        | dienster              | 10e BB3         | 31 augustus | 18 september weggestemd           |
| Edith Marin       | Temse        | fotomodel             | 11e BB1         | 31 augustus | 16 september weggestemd           |
| Jeroen Denaeghel  | Aalter       | milieu-consulent      | 3e BB1          | 31 augustus | 14 september weggestemd           |
| Thierry           | Brugge       | bakker                | 2e BB2          | 31 augustus | 12 september weggestemd           |
| Bart Van Opstal   | Olen         | politieagent          | 2e BB1          | 31 augustus | 9 september weggestemd            |
| Filip             | Sint-Niklaas | Horeca uitbater       | 2e BB3          | 31 augustus | 8 september weggestemd            |
| Kurt              | Oostende     | club animator         | 6e BB2          | 31 augustus | 5 september weggestemd            |
| Steven Spillebeen | Izegem       | financieel adviseur   | winnaar BB1     | 31 augustus | 2 september vrijwillig weggestemd |
| Dominique         | Brugge       | manager wegrestaurant | 5e BB2          | 31 augustus | 31 augustus weggestemd            |

### Big Brother VIPS

#### Big Brother VIPS(2001)
VTM; 2001. Big Brother VIPS volgde hetzelfde concept als een regulier seizoen. De Bekende Vlamingen moesten maximaal elf dagen in het huis verblijven met een beperkt budget, dan kon opgetrokken worden door te slagen in opdrachten. De bewoners moesten elke dag de persoon nomineren die ze het liefst zouden zien vertrekken. De serie werd in maart opgenomen, vanaf 8 april zond VTM elke week een compilatie uit van wat er gedurende één dag gebeurd was.
Deelnemers in volgorde van afvallen:
| Bewoner                | Beroep                                        | Exit              |
| ---------------------- | --------------------------------------------- | ----------------- |
| Sam Gooris             | levensliedzanger                              | winnaar           |
| Harry Van Barneveld    | oud-judoka                                    | finalist, 2e      |
| Brigitta Callens       | model, Miss België 1999 en visagist           | finalist, 3e      |
| Leo Van Der Elst       | trainer betaald voetbal                       | finalist, 4e      |
| Eveline Hoste          | fotomodel en Miss Belgian Beauty 2000         | dag 10 weggestemd |
| Joke van de Velde      | fotomodel, Miss België 2000 en stylist        | dag 9 weggestemd  |
| Alana Dante            | zangeres                                      | dag 8 weggestemd  |
| Eddy Planckaert        | oud-wielrenner                                | dag 7 weggestemd  |
| Martine Jonckheere     | actrice                                       | dag 6 weggestemd  |
| Luc Steeno             | zanger                                        | dag 5 weggestemd  |
| Betty Owczarek         | zangeres en oud-deelneemster Big Brother 2000 | dag 4 weggestemd  |
| Jean-Pierre Van Rossem | econoom, beleggingsgoeroe en politicus        | dag 3 weggestemd  |

#### Big Brother VIPS(2006)
KanaalTwee; 2006. Als opwarmer van het reguliere zesde seizoen van Big Brother begon er op 12 oktober na vijf jaar ook weer een nieuwe versie met Bekende Vlamingen. Zij moesten maximaal tien dagen in het huis verblijven voor een dagvergoeding van € 500. De serie was in augustus compleet opgenomen en werd pas achteraf uitgezonden. Na binnenkomst van haar ex, Javier, stapte Petra onmiddellijk op. David brak twee vingers.
Deelnemers in volgorde van afvallen:
| Bewoner          | Beroep                        | Exit                                         |
| ---------------- | ----------------------------- | -------------------------------------------- |
| Pim Symoens      | zanger                        | winnaar                                      |
| Jo Planckaert    | oud-wielrenner                | ultieme proef                                |
| Cynthia Reekmans | ex-Miss Belgian Beauty        | fearcage                                     |
| An Jaspers       | model en presentator          | dag 9 weggestemd                             |
| Ivan Heylen      | tv-persoonlijkheid            | dag 8 vrijwillig vertrokken                  |
| Ingrid Berghmans | judoka                        | dag 7 vrijwillig vertrokken                  |
| Vandana De Boeck | acteur                        | dag 6 weggestemd                             |
| Afi Oubaibra     | zangeres                      | dag 5 weggestemd                             |
| David Davidse    | zangpedagoog en acteur        | dag 4 vanwege blessure op verzoek weggestemd |
| Tim De Pril      | bekend van Temptation Island  | dag 3 weggestemd                             |
| Javier De Rijcke | BB5-deelnemer en ex van Petra | dag 2 weggestemd                             |
| Petra De Steur   | zangeres                      | dag 1 vrijwillig vertrokken                  |